# Carlos Casamiquela
Carlos Horacio Casamiquela (Viedma, 9 de junio de 1948-12 de septiembre de 2020) fue un ingeniero agrónomo y político argentino. Entre 2013 y 2015 fue ministro de Agricultura de la Nación durante el Gobierno de Cristina Fernández de Kirchner.

## Biografía
Carlos Casamiquela fue ingeniero agrónomo por la Universidad Nacional de La Plata, donde se graduó en el año 1973. Posee una Diplomatura en Desarrollo Económico Local de la UNSAM (Universidad Nacional de General San Martín) y la Universidad Autónoma de Madrid.
En 1974 ingresó al INTA (Instituto Nacional de Tecnología Agropecuaria). En 1980 inició su labor profesional en la Estación Experimental Agropecuaria Alto Valle del Río Negro, de la cual fue director entre 1984 y 1990. En 1990, asumió la Dirección del Centro Regional Patagonia Norte con sede en Neuquén. Entre 2003 y 2009, ocupó la Vicepresidencia del Senasa (Servicio Nacional de Sanidad y Calidad Agroalimentaria).
Desde octubre de 2009 se desempeñó como presidente del INTA, ejerciendo también la presidencia de la Fundación ArgenINTA. Casamiquela colaboró en la formalización de programas de cooperación internacional con la Sociedad Alemana de Cooperación Técnica (GTZ), el Instituto Agronómico per l’Oltremare de Italia y la Universidad de Guelph de Canadá. Además, realizó varias misiones a otros países, como Chile, Italia y China.
Es autor de más de 15 trabajos de investigación y experimentación y de siete informes técnicos, entre los que se encuentra el Proyecto de Reestructuración de la Actividad Frutícola Argentina (1986).
El 18 de noviembre de 2013 se anunció que sustituiría a Norberto Yahuar en el Ministerio de Agricultura argentino, siendo designado por su perfil técnico y moderado, aunque con conocimiento político.
Un informe del Departamento de Agricultura de los Estados Unidos estimó la producción de soja para el año 2014-2015 en 57 millones de toneladas.
En cultivos menores, como el arroz y la cebada, alcanzaron producciones cercanas a las 2 millones de toneladas en el primer caso, y de 5 millones en el segundo. Para 2014 el ministro vaticinó una cosecha de soja de 55 millones de toneladas.
La Corriente Agraria Nacional y Popular (Canpo) afirmó que en el período 2013-2014 se alcanzó la mayor cosecha de la historia, con 105.8 millones de toneladas, un incremento de 53 % en relación con el inicio de la década. La misma entidad afirma que hubo varios aumentos récord durante la última década: la cebada (900 %), el maní (181 %), el algodón (149 %), el arroz (120 %) y el maíz (99 %).
Murió el 12 de septiembre de 2020, víctima de COVID-19.